# Municipio de Sheldon (Dakota del Norte)
El municipio de Sheldon (en inglés, Sheldon Township) es un municipio del condado de Eddy, Dakota del Norte, Estados Unidos. Tiene una población estimada, a mediados de 2023, de 19 habitantes.
Abarca una zona exclusivamente rural.

## Geografía
Está ubicado en las coordenadas 47°42′32″N 98°57′54″O / 47.70889, -98.96500. Según la Oficina del Censo, tiene una superficie total de 93.46 km², de los cuales 92.59 km² corresponden a tierra firme y 0.87 km² están cubiertos de agua.

## Demografía
Según el censo de 2020, en ese momento había 33 personas residiendo en la zona. La densidad de población era de 0.36 hab./km². El 93.94 % de los habitantes eran blancos y el 6.06 % eran amerindios. Del total de la población, el 3.03 % era hispano o latino.